# 伯特縣 (內布拉斯加州)
伯特縣（英語：Burt County）是美国內布拉斯加州東北部的一個郡，東隔密苏里河與艾奥瓦州相望，面積1,287平方公里。根據2020年美國人口普查，共有人口6,722人。縣治特卡馬（Tekamah）。該縣成立於1854年11月23日。縣名紀念內布拉斯加領地首任總督法蘭西斯·伯特。